# 冷風機

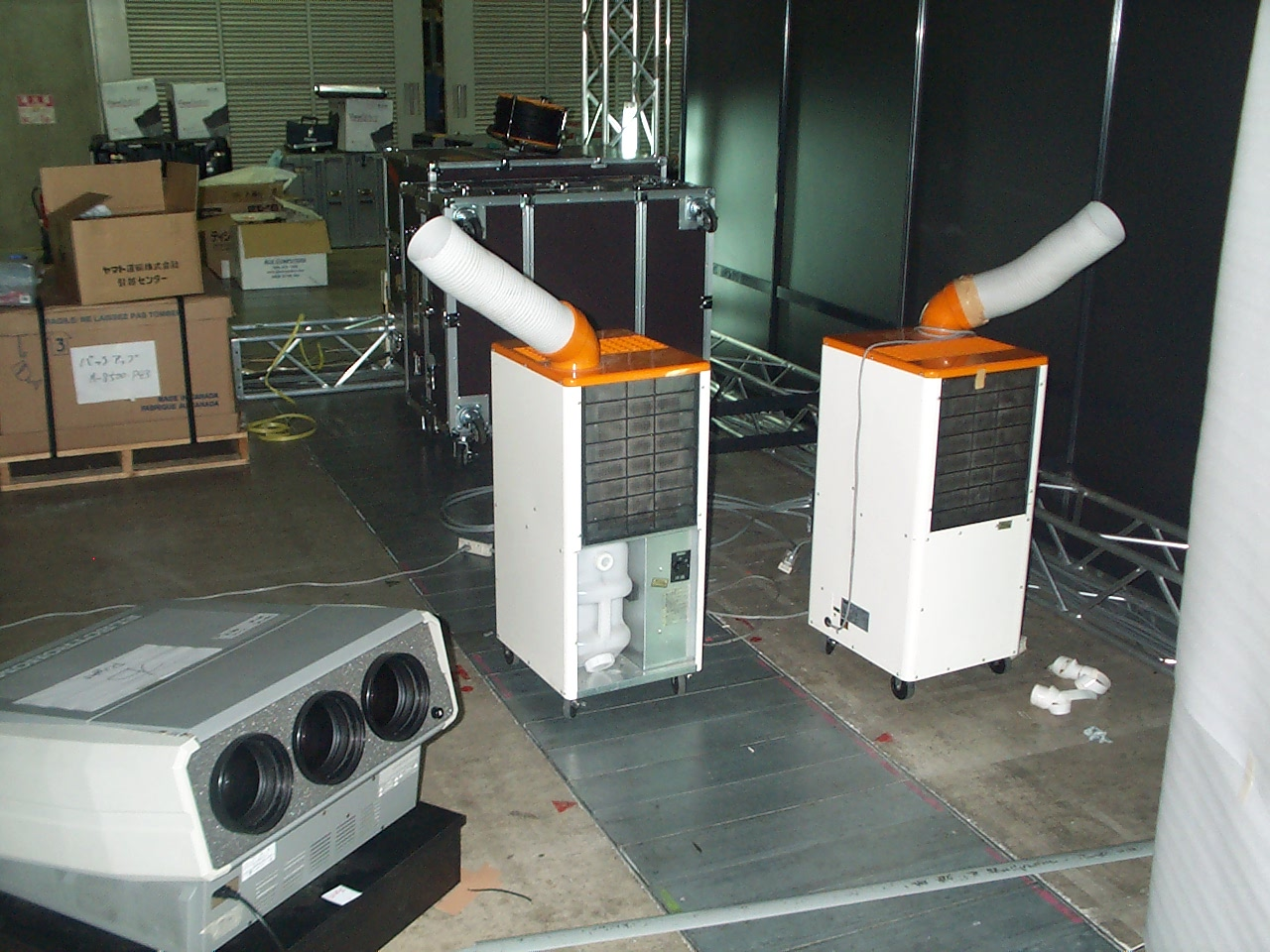
冷風機

冷風機（れいふうき）とは、家庭用クーラーと同様の原理で、吸い込んだ空気を本体内部で冷却して送風する局所冷房装置の一つである。室内外の熱交換器を一体とした小型クーラーと考えることもできる。冷却（同時に低湿度化）された空気と排熱を含んだ空気を混合して送風する「除湿乾燥機」として販売されるものが多いが、冷風機はこれらの送風を別としたものである（冷風機能を備えた除湿機では送気を混合・分離できる）。スポットクーラーやスポットエアコンともいい、柔軟な通風管を備えた大型のものは、工場や飲食店厨房において作業員や調理人の周辺のみを冷房するためなどによく用いられる。
なお、水の気化熱で冷やす装置である冷風扇も「冷風機」と呼ばれることがあるが、ここで説明する冷風機とは原理も効果も全く異なる別物である。

## 原理と特徴
冷風機（スポットクーラー）は、コンプレッサーと熱交換器を備え、室内の空気を吸いこみ、冷風と熱風を同時に吐出する機械である。原理的には、冷風扇よりも室外機を持つ一般的な窓用エアコンやルームエアコンに近い。キャスターや取っ手がついている機種が多く、移動や設置が容易であるという利点を持つ。
大電力を消費するコンプレッサーを備え、背面から熱風を吐き出すため、締め切った屋内で用いると全体的な室温は上がる。冷えるのは冷風吐き出し口正面の狭い範囲だけである。
排気を室外に捨てるための専用のダクトや、それを窓枠に取り付ける隔壁（パネル）などがオプションとして用意されているものがある。しかし、吸気ダクトを備える製品は家庭用ではほとんどない。このため排気ダクトのみを使用しても、稼動に伴って必ず部屋の別の場所から外気が入りこむので、部屋全体の冷房はやはりできない。これが窓用エアコンとの相違であり、冷風機の本質的な欠点である。したがって、部屋全体の冷却を当初からあきらめている場所、あるいは屋外ではこの欠点は無視できる。また大きな熱源があるなどの理由で、エアコンを使って部屋全体を冷やそうとすると非常に多くの電力を消費してしまう場所に有効である。工場や厨房で使われるというのは、このような意味である。
さらに、冷風機は機体の大きさに制限があるため、一般的なルームエアコンに比較して冷房能力そのものが小さいため、エアコンと比較して消費電力は少ないように見えるが、どれだけ稼動しても全体の室温は下がらず、常に高出力で運転し続けなければならない。そのため昨今（2011年現在）中価格帯以上の家庭用エアコンで普及しつつある、インバーター方式でのモーター制御も冷風機ではその無意味ぶりからあまり採用されておらず、温度設定といったものはなく、消費電力は常にほぼ一定であり、振動や騒音も無視できない。一方エアコンは部屋の温度が下がると消費電力が大幅に低下するため、使うシーンによっては総合的な消費電力がエアコンよりも多くなる場合がある。
このほか、冷却器から発生する水（ドレン水）が本体に備え付けられたタンクに溜まっていくため、これを室内で処理しなければならない点も注意が必要である。タンクが満水になると自動的に停止する。高級機では気化式ノンドレンと称して、ドレン水を蒸発させ、排気とともに放出する機能を備えるものも存在する。ただしこのような機種は吸気ダクトが無い限り、冷風作動時はダクト排気にともなって常に外気を取り込んでいるので、部屋全体の除湿はできない。
なお、熱い排気を布団乾燥などに積極的に用いることができるようなオプションが用意されている機種や、セラミックヒーターを内蔵して冬場に暖房器具として利用できる機種も存在する。原理としてはコンプレッサー式の除湿乾燥機と同じであるため、ドレン式で部屋を閉め切った場合に限り、部屋全体の除湿が可能である（除湿乾燥機の多くは、洗濯物の乾燥を目的としているため、混合気の吹き出し口が上を向いている）。
設置工事が必要なエアコンなどと違い、最初から一体となっているため、いわゆるガス抜けなどの様なことは起こりにくく、それによる能力低下も起こりにくい（これは窓型エアコンなども同様である）。
エアコンと同様に冷風取り入れ口にはフィルターが存在し、定期的に掃除する必要がある。また室外機が一体のため、熱風取り入れ口も存在するが、こちらは家庭用ではフィルターが無い場合が多く、機種によってはわかりにくい場所にある。こちらも定期的に清掃しないと、放熱器にホコリが溜まって性能低下を引き起こす事になる。
一部の小型機は、現代の日本ではほぼ絶滅した壁穴枠式エアコン（クーラー）枠に取り付ける事が出来る（廃熱吸排気口及びドレン排水口は室外側に、冷風吸排気口及びスイッチ及び電源線は室内面にレイアウトされている）。

## 冷風扇と見分ける方法
冷風扇と見分けるための、冷風機の特徴は次の通りである。
- 操作パネルに「除湿」の文字がある（同時に単機能の除湿器の可能性もある）。
- 水タンクを備えているが、水の投入口がなく、水を捨てる為にタンク自体が容易に取り外せる。
- 新品の場合、価格帯が異なる（冷風扇は数千円〜1万円前後、冷風機は最低でも2万円前後）。
- コンプレッサーがあるため消費電力が桁違いに大きい（冷風扇は数十W程度、冷風機は約200〜700W）。
- 動作させると冷蔵庫のようなコンプレッサー音がする。
- エアコンと同じく「冷房能力」か「除湿能力」の表記がある。
- 冷風機はその構造上最低でも3つ（吸入口が冷風・熱風共用の場合）の通気口が存在する。

## 利用が効果的な場所など
- 厨房、食品工場（熱気が強烈な場所）一般の空調で部屋全体を冷やそうとすると莫大な能力を要する所のように外気温度の方が室温より低い場所
- 一人住まいの住居（部屋全体の冷却が不要で、自分一人が涼めれば十分な場合。アイロンかけ、料理の際、風呂上りなど）
- ガレージなどでの作業時
- 屋外での作業・販売に従事する際
- 駐車場などの管理人室・警備員詰め所など
- 現代の日本ではほぼ絶滅した壁穴枠式エアコン（クーラー）枠の流用（一部の小型機限定）
- 景観維持などの理由で、屋外に室外機を取り付けることが困難な住居環境。

いずれの形状のエアコンをも取り付けられない部屋に、代替品として取り付ける場合は、「吐き出し口正面しか涼しくならない」ということを十分わきまえて導入するべきである。

## 冷風機の著名メーカー
- シャープ（コンビニクーラーなど）
- 三洋電機（Frioなど）
- コロナ（どこでもクーラー、クールサロンなど）
- トヨトミ（ぶんかつくんなど）
- 東芝（パワフルスリムなど）
- スイデン（クールスイファンなど）
- ナカトミ
- ダイキン工業（クリスプなど）